# Guadalupe-Wellenläufer
Der Guadalupe-Wellenläufer (Hydrobates macrodactylus, Syn.: Oceanodroma macrodactyla), auch als Guadalupe-Sturmschwalbe bezeichnet, ist ein möglicherweise ausgestorbener Seevogel aus der Familie der Wellenläufer (Hydrobatidae). Er ist oder war endemisch auf der mexikanischen Pazifikinsel Guadalupe.

## Beschreibung

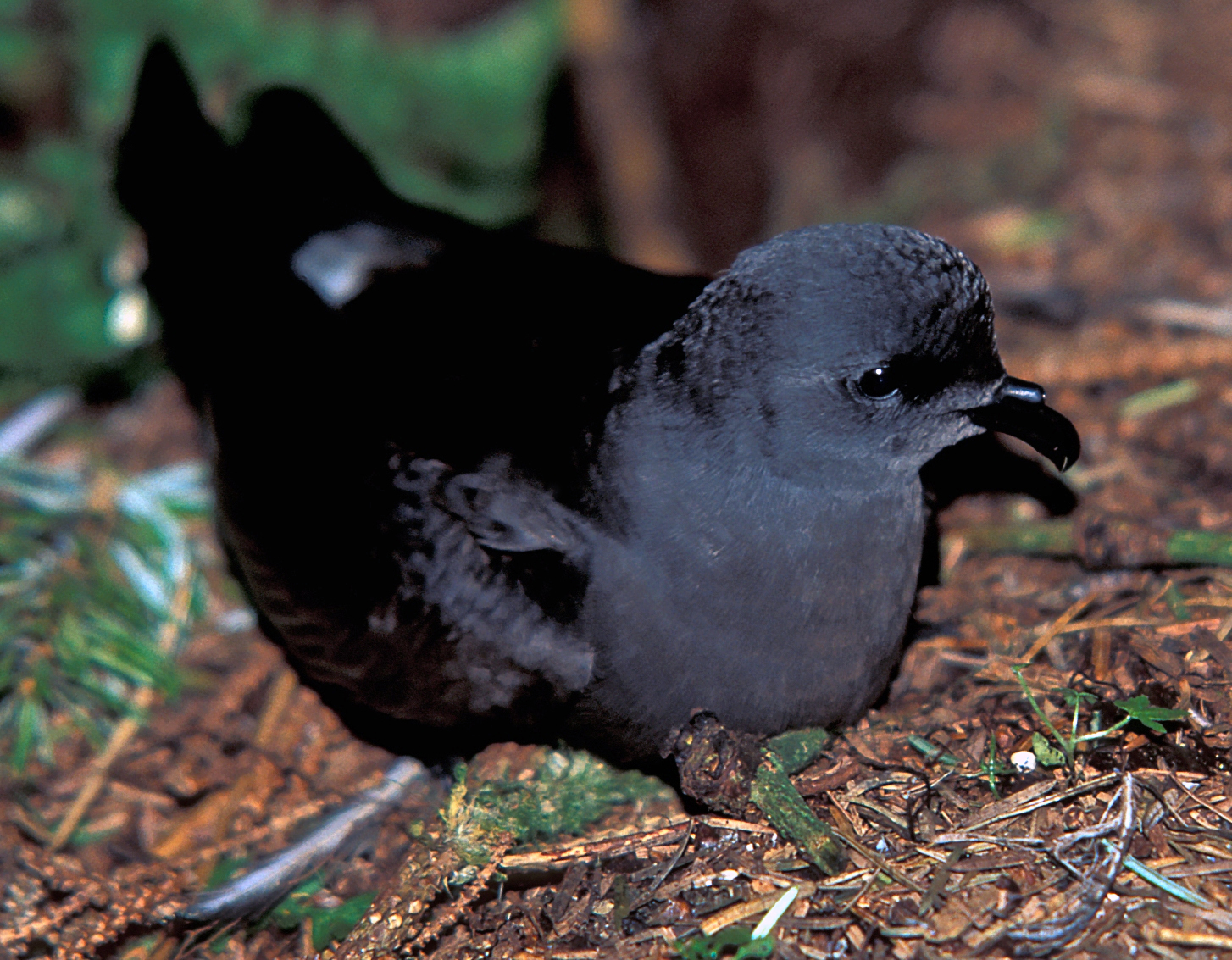
Der Wellenläufer brütet ebenfalls auf Guadalupe und ist leicht mit dem Guadalupe-Wellenläufer zu verwechseln.

Der Guadalupe-Wellenläufer erreicht eine Länge von 23 Zentimetern. Er sieht dem Wellenläufer  (Oceanodroma leucorhoa) sehr ähnlich, der ebenfalls auf Guadalupe brütet. Er hat aber hellere Unterflügeldecken. Der Schnabel ist zudem breiter und tiefer an der Basis. Die Oberseite ist schieferschwarz. Der Bürzel ist weiß. Die Flügeldecken sind gräulich braun. Die Federn weisen breite dunkle Spitzen auf. Die Oberschwanzdecken und die Unterflügeldecken sind weiß. Der Schwanz ist tief gegabelt.

## Lebensweise
Der Guadalupe-Wellenläufer nistet hauptsächlich im März. Brütende Vögel wurden jedoch auch im Mai oder Juni beobachtet. Das Gelege, das sich häufig unter Kiefern befindet, besteht aus einem einzigen Ei. Es ist weiß und zeigt braune oder lavendelfarbene Flecken. Es wird in ein mit Zweigen und Kiefernnadeln gepolstertes Erdloch gelegt. Über die Lebensweise und Wanderungen des Guadalupe-Wellenläufers außerhalb der Brutsaison ist nichts bekannt.

## Status
Trotz intensiver Nachforschungen hat es seit 1912 keine zuverlässigen Nachweise mehr über die Art gegeben. Suchen in den Jahren 1922, 1925 und in den 1970er-Jahren schlugen ebenso fehl wie die erste Expedition während einer Brutsaison im Jahre 2000. Als ein Team des San Diego Natural History Museum im Juni 2000 Guadalupe besuchte, fanden sie nur Exemplare des Wellenläufers vor. 
Der Rückgang des Guadalupe-Wellenläufers begann mit der Invasion von Ziegen und Katzen auf Guadalupe im späten 19. Jahrhundert. Über 50.000 Ziegen zerstörten die Vegetation und zertrampelten die Eier. Die Katzen stellten den Küken nach.